# قاصر

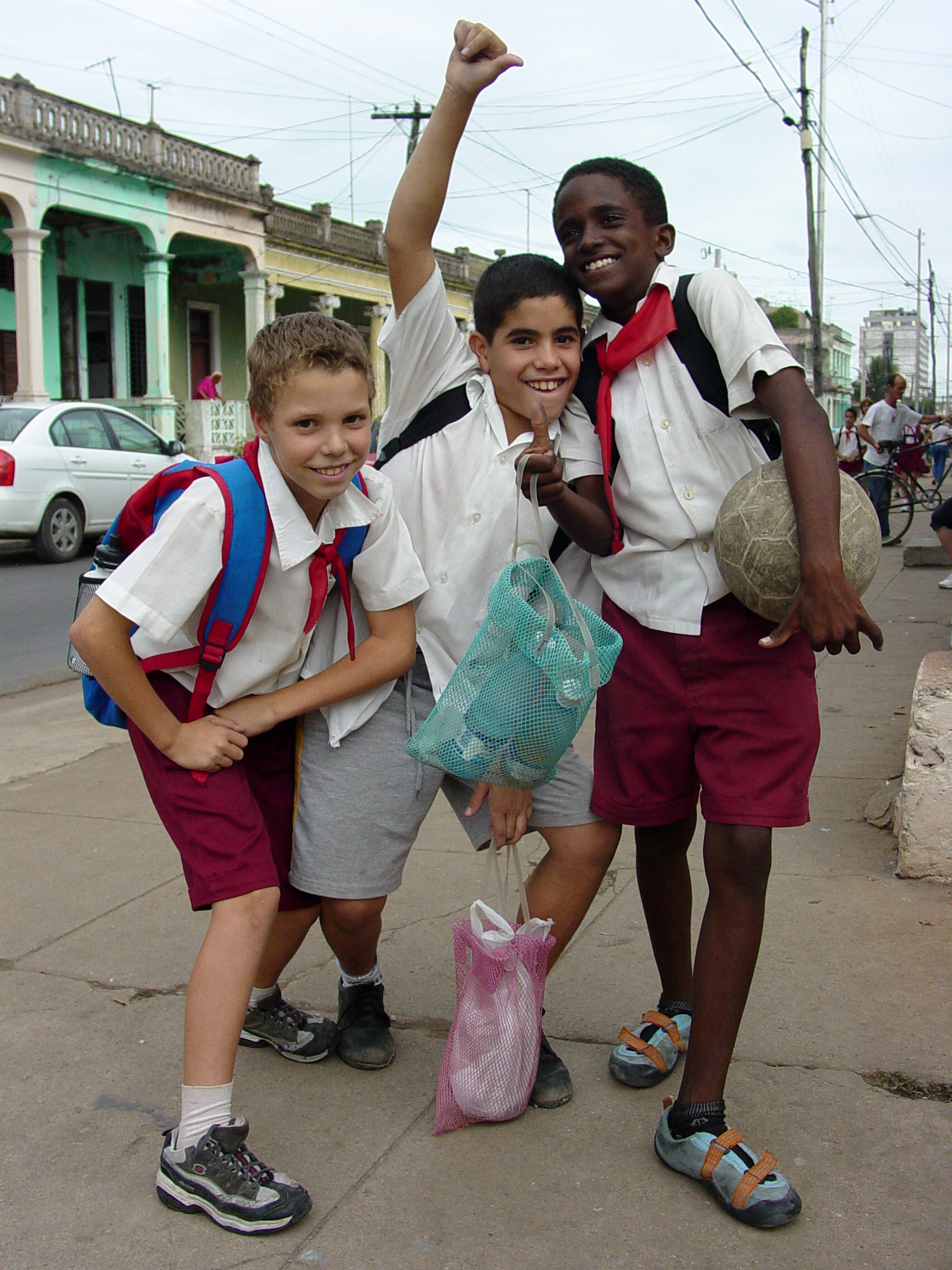
فتيان قاصرون

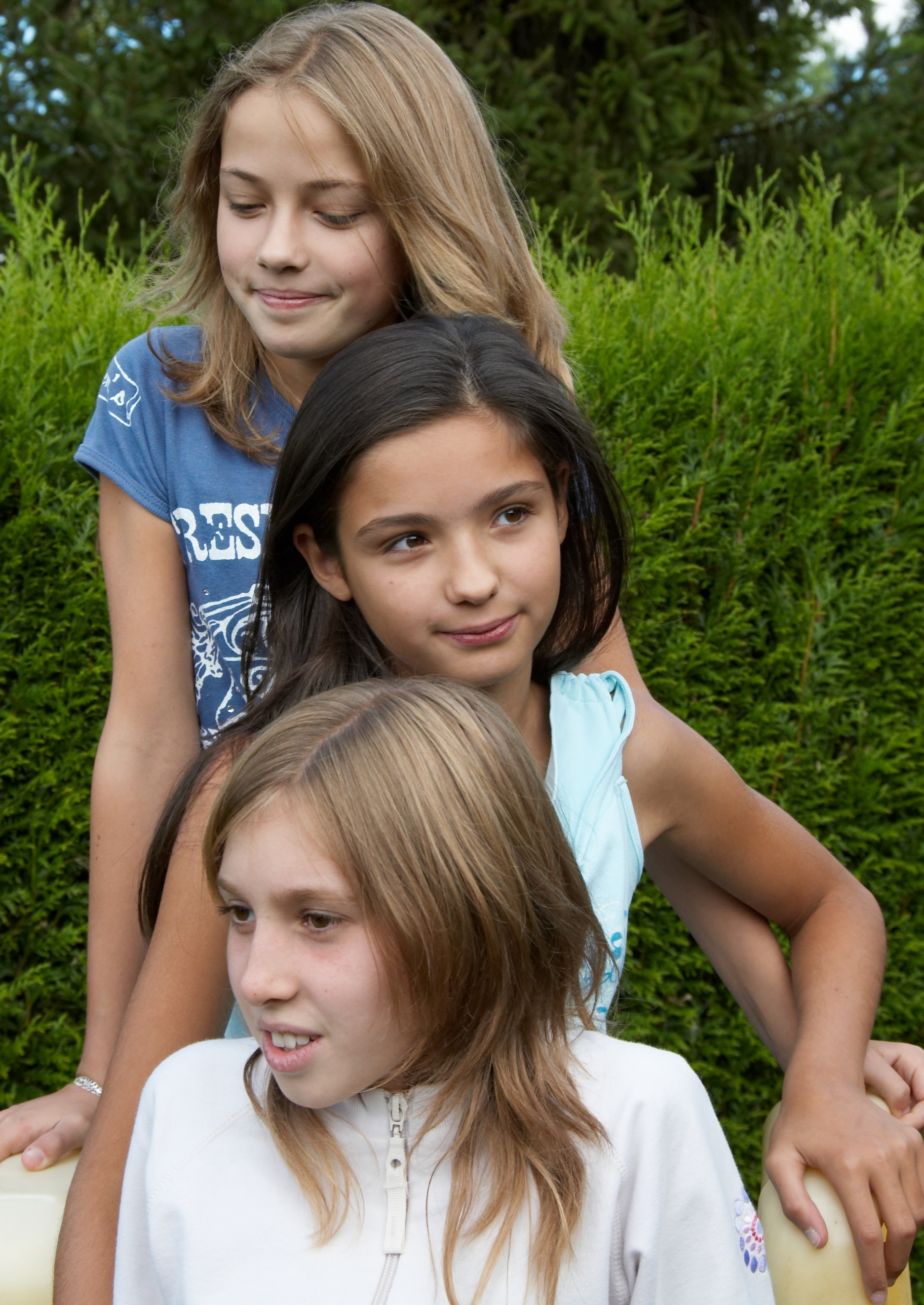
فتيات قاصرات

القاصر مصطلح يستخدم في القانون للدلالة على الطفل. و القاصر نوعان قاصر مميز وقاصر غير مميز، في القانون الوضعي التونسي القاصر المميز هو الذي تجاوز سنه 13 سنة والقاصر غير المميز هو من لم يتم الثالثة عشرة سنة.

## تعريف القاصر حسب الدولة

### الولايات المتحدة
في الولايات المتحدة القاصر هو كل شخص دون سن الـ18 إلا سن المساءلة القانونية يبدأ قبل هذا العمر.

### المملكة المتحدة
في إنكلترا، ويلز، وآيرلندا الشمالية، القاصر هو كل شخص دون الـ18 من عمره، وفي اسكتلندا دون الـ16 من عمره. لكن سن المساءلة عن الجريمة في إنكلترا وويلز وآيرلندا الشمالية يبدأ من 10 سنوات، وفي اسكتلندا من 8 سنوات.
لا يسمح القانون البريطاني لمن هم دون الـ18 بالتصويت، الترشح، الزواج، شراء الكحول أو منتجات التبغ.

### أستراليا
في ولاية كوينزلاند، القاصر هو أي شخص عمره دون 17 سنة، وفي بقية الولايات الأسترالية، دون 18 سنة.